# Різанина євреїв у Проскурові (1919)

Жертви Проскурівського погрому

Різанина євреїв у Проскурові (Проскурівський погром, Проскурівська різанина) — масові вбивства євреїв у Проскурові, вчинені у лютому 1919 року за наказом отамана Івана Семесенка, що формально підпорядковувався Директорії.

## Перебіг погрому
15 лютого 1919 року після опівночі більшовики переконали 15-й Білгородський та 8-й Подільський полки розпочати повстання. Заколотники напали на інші військові підрозділи, що розмістилися в ешелонах поблизу залізничної станції. Проте вірні Директорії УНР війська за дві години розбили більшовиків. Підкріплення, на яке розраховували більшовики, так і не прибуло.
Провокація більшовиками євреїв до збройної боротьби проти УНР спричинило сприйняття євреїв як антиукраїнської сили. Ініціатори повстання втекли, а постраждало мирне єврейське населення. Більше того, була активна участь частини євреїв у збройних виступах проти влади УНР з метою її повалення, як це було в багатьох населених пунктах України, зокрема в Проскурові.

Пам'ятник жертвам Проскурівського погрому

Свідок проскурівської трагедії — підполковник Михайло Шадрин писав з цього приводу: «Жиди, підготовляючи переворот, приєднали до повстання Проскурівську залогу, котра складалася з покликаних по мобілізації після повалення гетьмана бувших солдат розваленої російської армії, ще перейнятих духом революції грабіжництва, сваволі та мітингування. Натурально, що цей елемент, до остатку розложений жидами від того часу, як приєднався до повстання і позбувся своїх старшин, а з тим і решток дисципліни, почав уявляти із себе банду, здібну лише до погромів та різні безоружного населення. А тому і цілком ясно, що ця банда, котру вабила до повстання, головним чином, надія пограбувати буржуїв, побачивши, що повстання не вдалося, що повороту до полків немає і все одно прийдеться тікати додому, почала різати та грабувати жидів, аби винагородити себе й помститися за обмануті надії».
Український поет Володимир Сосюра, який у 1919 році воював у лавах дієвої армії УНР та брав участь у погромі, описував його так:
|  | …Старшини казали, що це євреї загітували білгородців. Казали, що козаки першого куреня поклялися під прапором грошей не брати, а тільки різати. Вони пішли до міста i вирізали майже всю проскурівську єврейську… голоту. Кравців та шевців. До буржуазних кварталів вони не заглядали. Був один козак, який знав єврейську мову. Він підходив з товаришами до замкнених дверей i звертався до переляканих мешканців єврейською мовою. Йому відчиняли… Одній гімназистці застромили між ноги багнета… А розстрілювали так: стріляють i дивляться не так, аби попасти смертельно, а як-небудь, дають залп i наввипередки біжать до ще живих розстріляних i хапають з одягу те, що перед залпом кожний намітив на своїй жертві… Один старий єврей перед залпом сказав: — Вы меня убьете, а из моего пупа выйдет пять мстителей. Стреляйте меня в глаз, а не в пуп… Залп одгримів, i єврей, майже перерізаний кулями пополовині, упав… Всі козаки поціляли йому в живіт… |

В єврейських кварталах Проскурова почався погром, який ініціював отаман Іван Семесенко. Хроніка описує цю подію так: «Петлюрівський отаман Семесенко (22 років), що стояв під Проскуровом, віддав наказ своїй Запорізькій бригаді перебити єврейське населення. Наказ говорив, що, „поки хоч один єврей буде у нас в Україні, не буде у нас спокою“. 5 березня (15 лютого за новим стилем — ред.) уся бригада розділилася на три партії, кожна при „офіцерах“, увійшла до міста і стала бити євреїв; заходили до будинків і вирізали, іноді поголівно, цілі сім'ї. З ранку до вечора перебили 3000 чоловік. Лише одного було вбито кулею — православного священика, що намагався зупинити звірство; решту було зарізано… Через кілька днів Семесенко став вимагати від міста 500 000 рублів, після чого віддав наказ, у якому дякував українським громадянам за тепле ставлення до національного війська, яке проявилося у добровільній пожертві півмільйона на потреби бригади»[джерело?]. Інші джерела наводять дещо менші цифри: 390 чоловіків, 309 жінок, 76 дітей, 500 поранених. Але знову ж таки згадують про «викуп» за припинення вбивств[джерело?].
Відзначають самовідданість гласного міської думи Верхоли і проскурівського комісара Тарановича, які стали на заваді вакханалії.
Проскурівський погром припинили за три години, коли надійшла телеграма зі штаб-квартири Директорії в Кам'янець-Подільському.

## Наслідки
Погром нажахав єврейське населення сусідніх територій. Коли 25 лютого 1919 року комендант Дубна М. Головін вимагав у євреїв міста контрибуцію в розмірі 100 тисяч карбованців, то погрожував їм у випадку непослуху повторити проскурівський погром.
Семесенка заарештували, а його частину роззброїли за наказом Верховного отамана С. Петлюри. Почали розслідування проти коменданта міста Ю. Ківерчука, але вже в березні його припинили, а Ківерчука поновили на посаді.
Свідчення про Проскурівський погром розглядали під час процесу проти С. Шварцбарда, вбивці С. Петлюри.